# ロシア航空
ロシア航空 （ロシア語: Российские авиалинии、英語 : Rossiya Airlines）は、ロシア連邦の航空会社である。正式名称はФедеральное Государственное Унитарное Предприятие «Государственная транспортная компания „Россия“»（直訳すると「ロシア連邦統一企業交通社」）と言い、ロシア国内ではГТК «Россия»（GTK Russiya）または«Россия - Российские авиалинии»（Rossiya - Rossiya Airlines）という社名で知られている。
現在EU域内乗り入れ禁止航空会社の一つになっている。

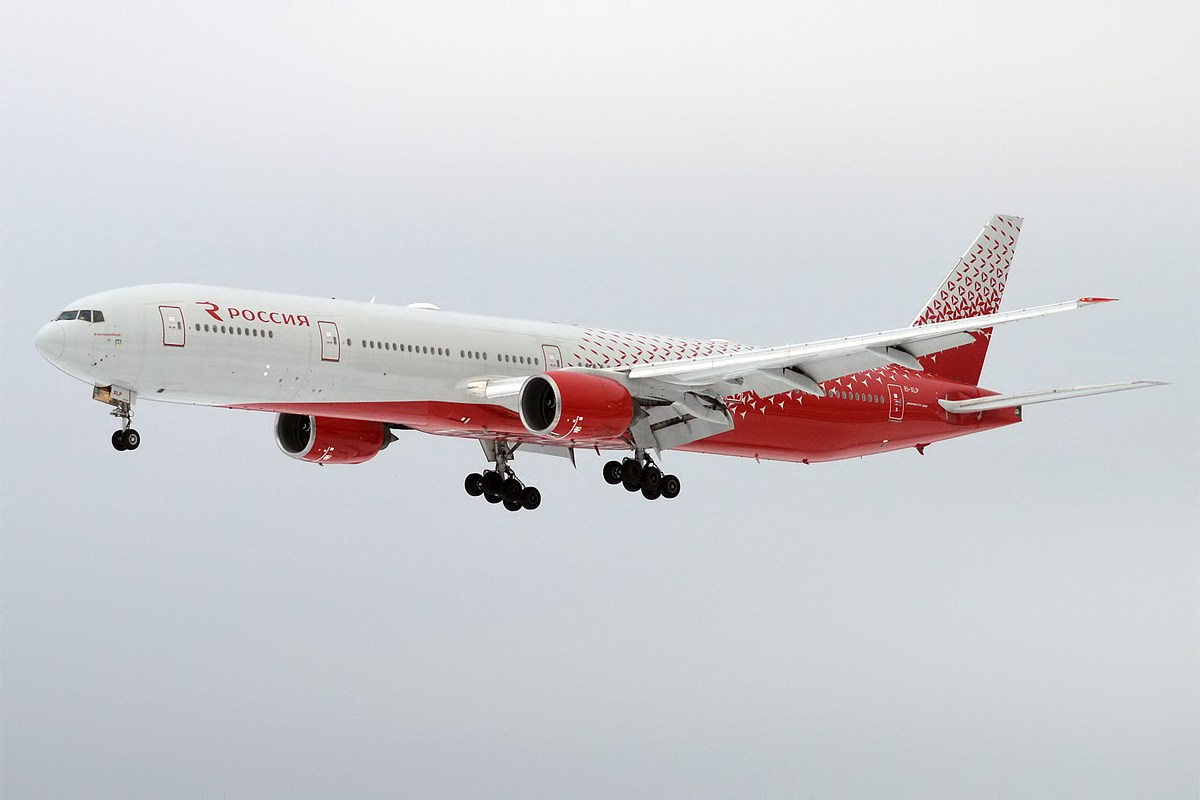
ボーイング777-300

## 概要

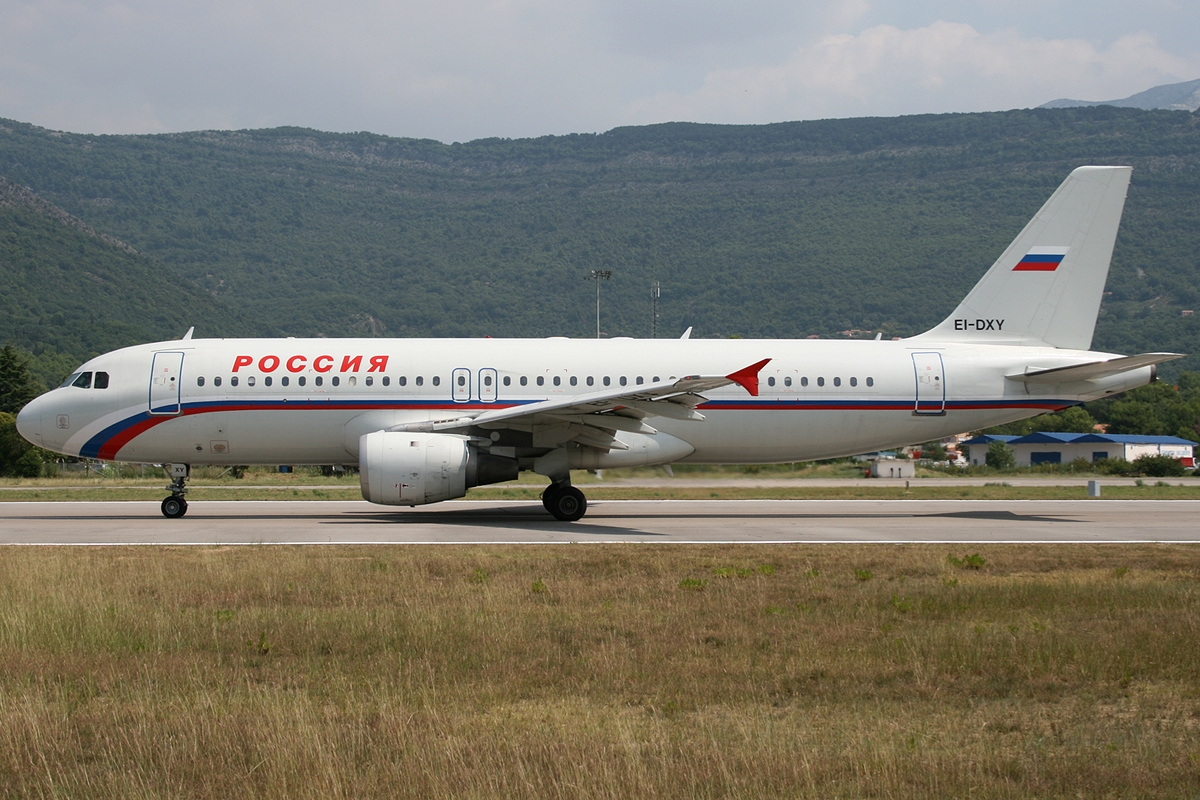
エアバス A320-200

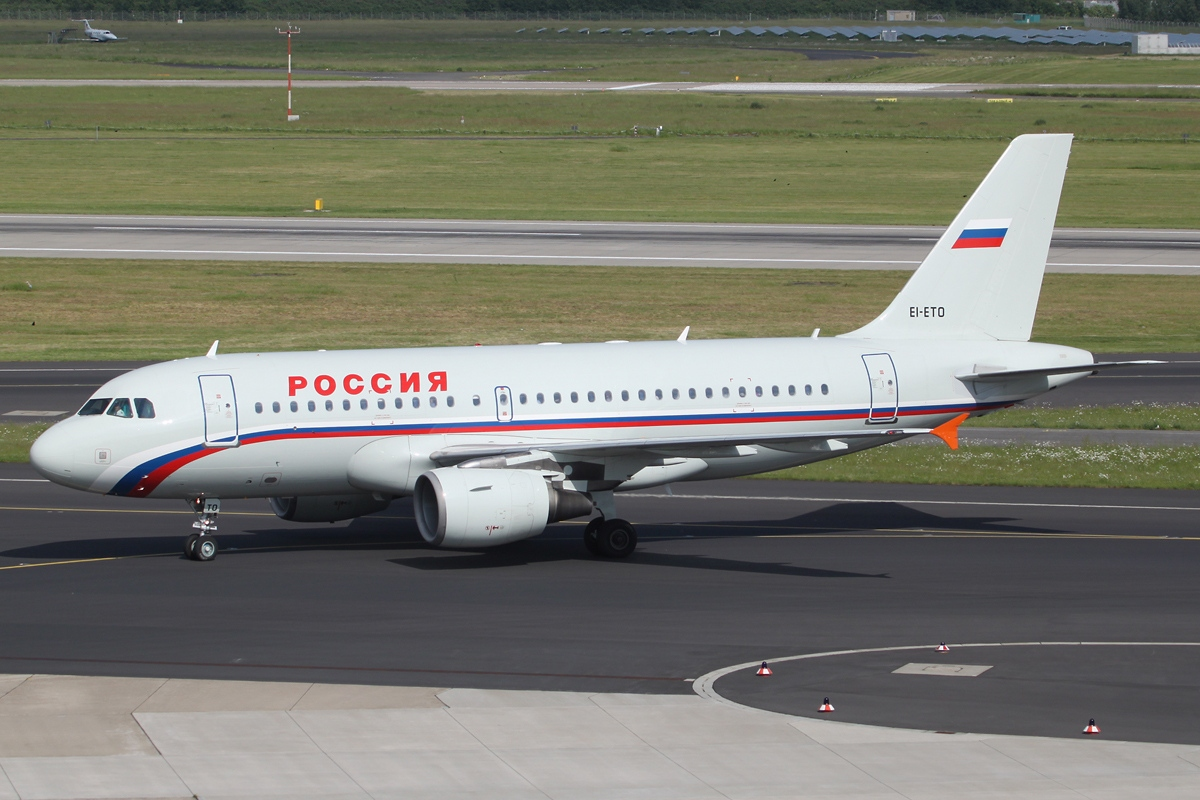
エアバス A319-100

2006年に同名のモスクワの航空会社と、サンクトペテルブルクのプルコヴォ航空（Pulkovo Aviation Enterprise）の合併により誕生した。モスクワとサンクトペテルブルクを中心に国内外に多数の路線を持っている。
拠点はサンクトペテルブルクのプルコヴォ空港で、メンテナンスでは同空港のほかにもモスクワのヴヌーコヴォ国際空港にもベースを置いている。
航空券の座席予約システム（CRS）は、アマデウスITグループが運営するアマデウスを利用している。
2014年1月に、グループ会社再編の一環として親会社のアエロフロート・ロシア航空に同年3月30日付で統合される予定。
2016年3月27日、オレンエアとドンアヴィアを吸収合併した。存続会社はロシア航空となる。

## 歴史
ロシア航空は1992年に、ロシア政府によって設立。2004年にこの会社とサンクトペテルブルクのプルコヴォ航空とを合併させる計画がスタートし、2006年にサンクトペテルブルクで登録を終了させて10月から一つの会社として運航を始め、初のGM代理にはGennadiy Boldyrevが就任した。現在はモスクワをはじめ世界54ヶ所に支社を構える。

## 就航都市
ロシア
- ロシア
  - サンクトペテルブルク （プルコヴォ空港） メインハブ空港
  - モスクワ （ドモジェドヴォ空港）
  - モスクワ （シェレメーチエヴォ国際空港）
  - チェリャビンスク
  - カザン
  - ニジニ・ノヴゴロド
  - ヴォルゴグラード
  - エカテリンブルク
  - ソチ
  - ウファ
  - アルハンゲリスク
  - バルナウル
  - サマーラ
  - クラスノダール
  - ロストフ・ナ・ドヌ
  - ケメロヴォ
  - クラスノヤルスク
  - ニジネヴァルトフスク
  - ノリリスク
  - スィクティフカル
  - ムルマンスク
  - ペトロザヴォーツク
  - ブラゴヴェシチェンスク
  - ノヴォシビルスク
  - オムスク
  - スルグト
  - トムスク
  - チュメニ
  - イルクーツク
  - ハバロフスク
  - ウラジオストク
  - ユジノサハリンスク
  - ペトロパブロフスク・カムチャツキー
  - カリーニングラード
  - アナパ
  - ベルゴロド
  - ミネラーリヌィエ・ヴォードィ
  - ナディム
  - ノヴィ・ウレンゴイ
  - シンフェロポリ

中央アジア
- カザフスタン
  - アルマトイ
  - アスタナ
  - オスケメン
  - パヴロダル
  - シムケント
  - カラガンダ
  - コスタナイ
- キルギス
  - ビシュケク
- タジキスタン
  - ドゥシャンベ
  - ホジェンド
- ウズベキスタン
  - タシュケント
  - サマルカンド
  - ナマンガン

中東・コーカサス
- アラブ首長国連邦
  - ドバイ
- アルメニア
  - エレバン
- アゼルバイジャン
  - バクー
  - ギャンジャ
- ジョージア
  - トビリシ
- イスラエル
  - テルアビブ
- トルコ
  - イスタンブール
  - アンタルヤ

東ヨーロッパ
- ウクライナ
  - キエフ
  - オデッサ
- チェコ
  - プラハ
  - パルドゥビツェ
- ハンガリー
  - ブダペスト
- ブルガリア
  - ソフィア
  - ヴァルナ
  - ブルガス
- ルーマニア
  - ヤシ

西ヨーロッパ
- フランス
  - パリ
  - ニース
- イタリア
  - ローマ
  - ミラノ
  - ヴェネツィア
- オランダ
  - アムステルダム
- スペイン
  - バルセロナ
  - テネリフェ
- ポルトガル
  - ファロ
- ドイツ
  - ベルリン
  - フランクフルト
  - ミュンヘン
  - ハンブルク
  - ハノーファー
  - デュッセルドルフ
- オーストリア
  - ウィーン
  - ザルツブルク
- スイス
  - ジュネーヴ
- フィンランド
  - ヘルシンキ
- デンマーク
  - コペンハーゲン
- スウェーデン
  - ストックホルム
- ギリシャ
  - アテネ
  - テッサロニキ
- モンテネグロ
  - ティヴァット
- キプロス
  - ラルナカ
- イギリス
  - ロンドン

アフリカ
- エジプト
  - シャルム・エル・シェイク
  - フルガダ
- チュニジア
  - モナスティル

アジア
- 中国
  - 北京
  - 上海（季節限定便）

## 保有機材

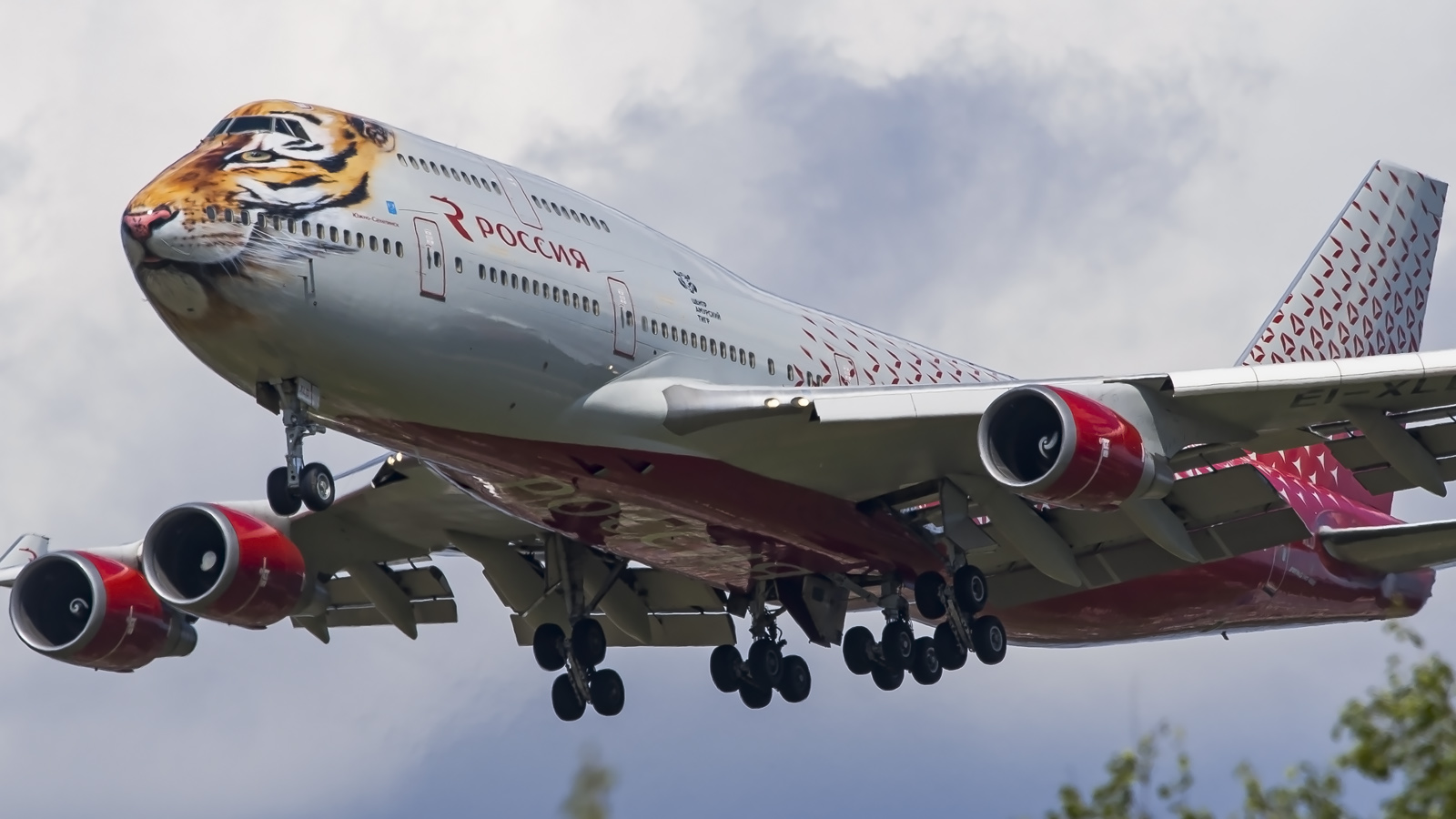
747-400　EI-XLDアムールトラ仕様
（元日本航空JA8914）

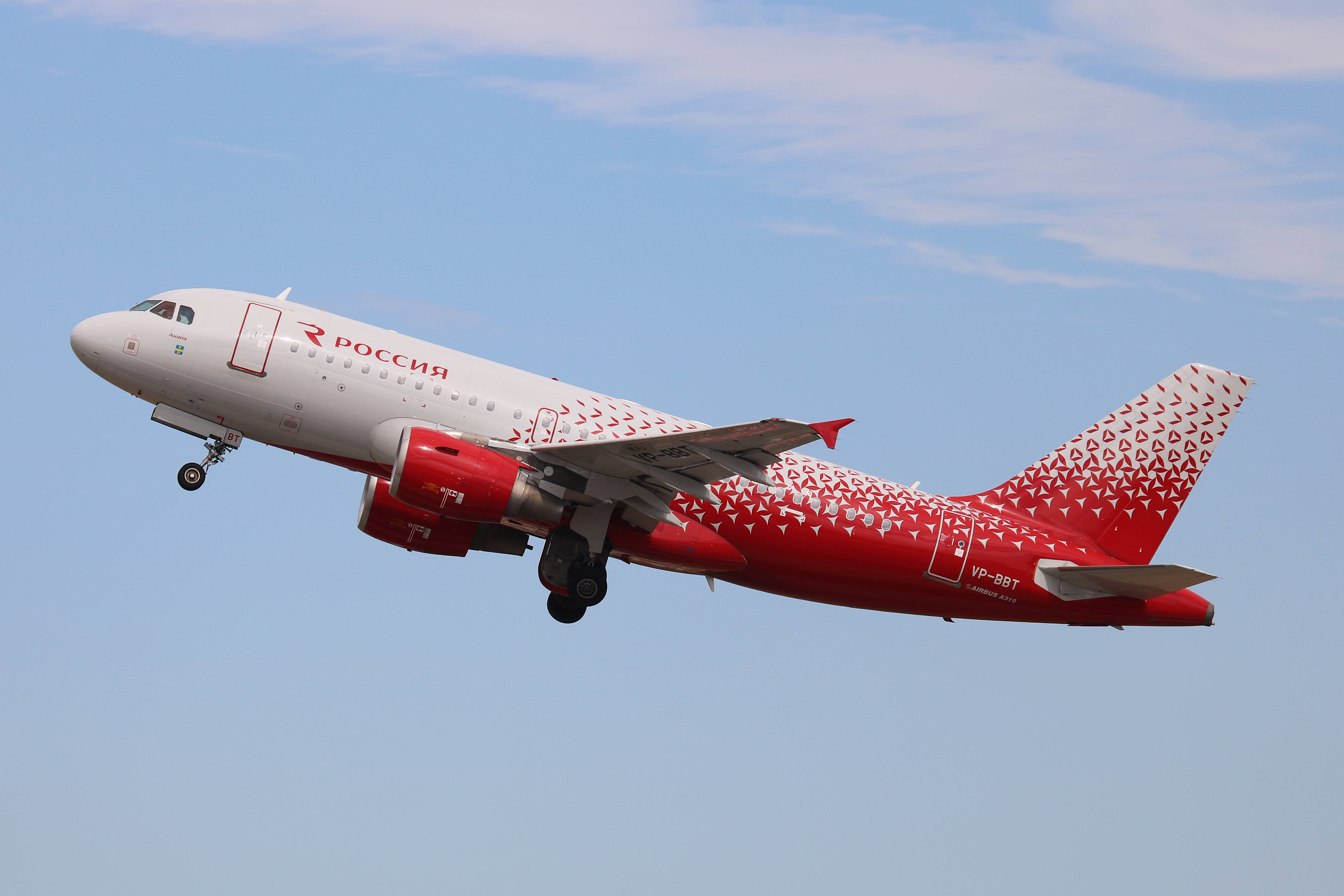
エアバスA319

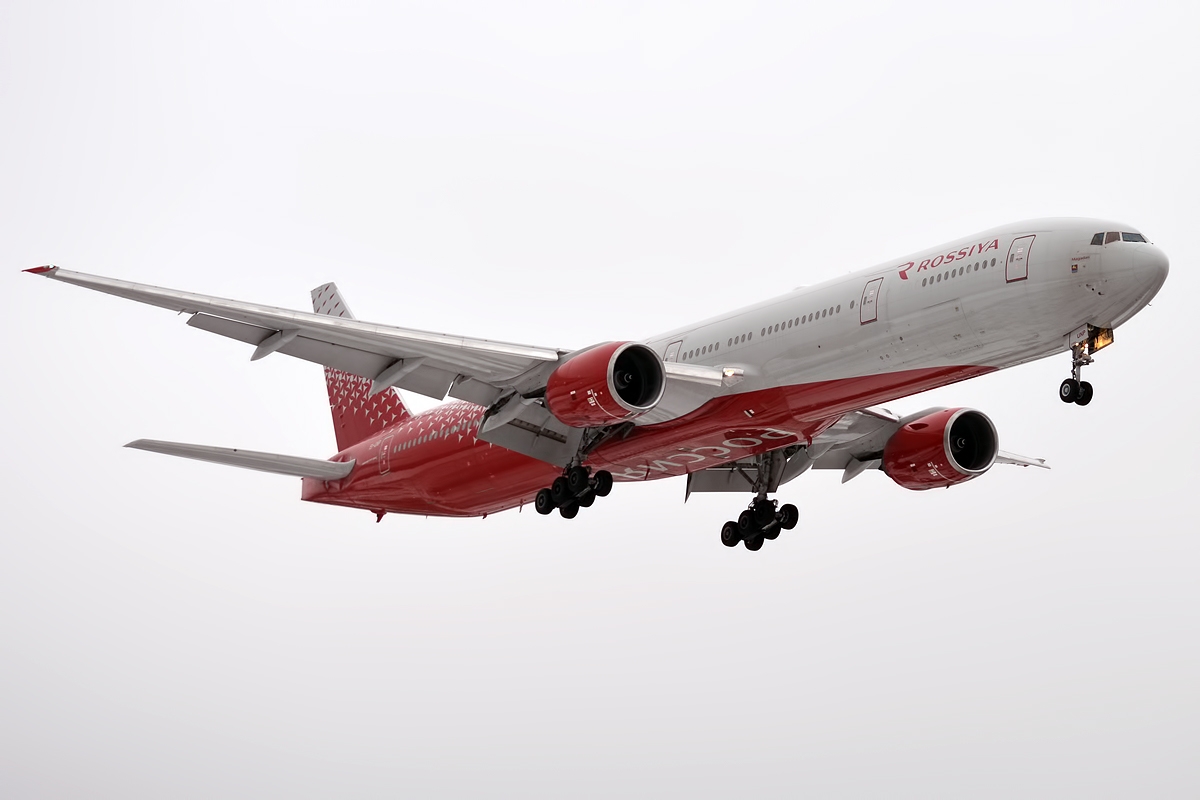
ボーイング777-300

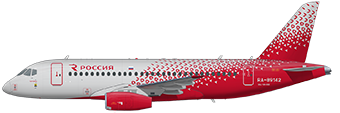
スホーイ・スーパージェット100

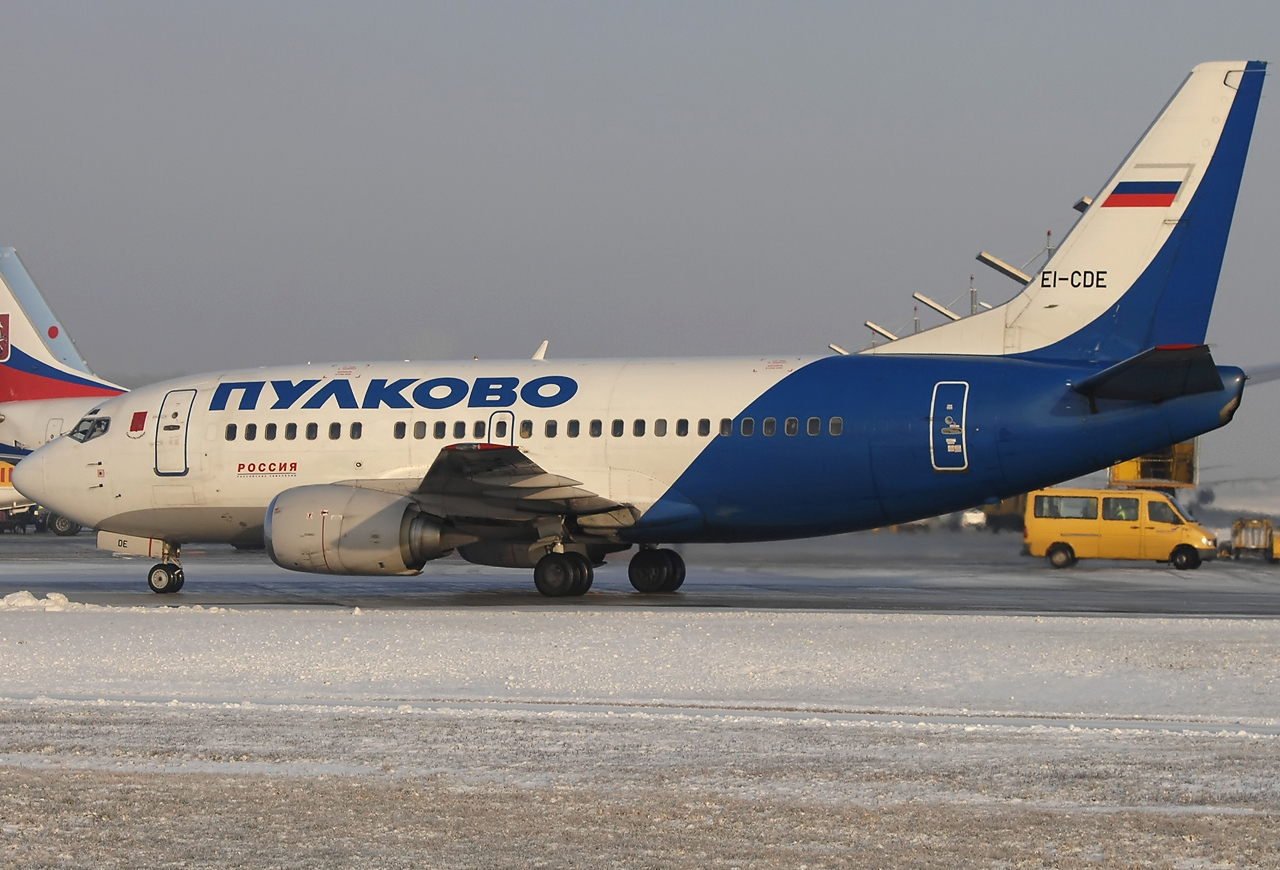
ボーイング737-500

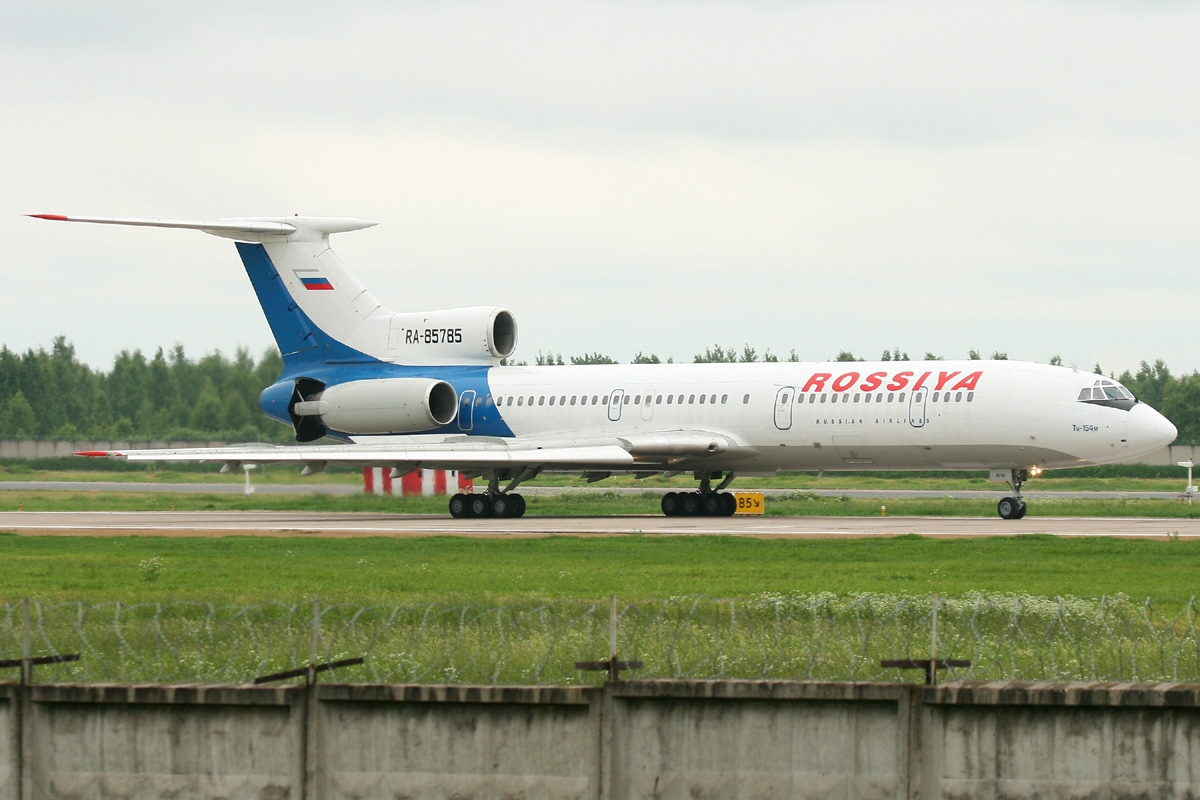
ツポレフ Tu-154

※印は、経営破綻したトランスアエロ航空から継承。
| エアバスA319-100              | 18  | —  | —    | 8    | 4    | 116  | 128  | スホーイ・スーパージェット100に 順次置き換え予定                                     |  |  |
| エアバスA319-100              | 18  | —  | —    | 12   | 4    | 116  | 132  | スホーイ・スーパージェット100に 順次置き換え予定                                     |  |  |
| エアバスA320-200              | 8   | –  | —    | 12   | 4    | 152  | 168  |                                                                                      |  |  |
| ボーイング737-800※            | 12  | —  | —    | 12   | 6    | 156  | 174  |                                                                                      |  |  |
| ボーイング737-800※            | 12  | —  | —    | —    | 6    | 183  | 189  |                                                                                      |  |  |
| ボーイング737-900ER           | 2   | ―  | ―    | ―    | ―    | ―    | 215  |                                                                                      |  |  |
| ボーイング747-400※            | 8   | —  | 12   | 26   | 12   | 399  | 449  | 機体記号EI-XLD（元JA8914）は、 前面にアムールトラが描かれた特別仕様。 現在は退役済。 |  |  |
| ボーイング747-400※            | 8   | —  | —    | 12   | 65   | 445  | 522  | 機体記号EI-XLD（元JA8914）は、 前面にアムールトラが描かれた特別仕様。 現在は退役済。 |  |  |
| ボーイング747-400※            | 8   | —  | —    | 12   | 66   | 459  | 537  | 機体記号EI-XLD（元JA8914）は、 前面にアムールトラが描かれた特別仕様。 現在は退役済。 |  |  |
| ボーイング777-300※            | 3   | —  | 4    | 14   | 27   | 328  | 373  |                                                                                      |  |  |
| ボーイング777-300ER           | 5   | ―  | ―    | 21   | ―    | 436  | 457  |                                                                                      |  |  |
| スホーイ・スーパージェット100 | 78  | 34 | ―    | 12   | ―    | 75   | 87   |                                                                                      |  |  |
| スホーイ・スーパージェット100 | 78  | 34 | ―    | ―    | ―    | 100  | 100  |                                                                                      |  |  |
| イルクート MS-21              | ―   | 12 | 不明 | 不明 | 不明 | 不明 | 不明 |                                                                                      |  |  |
| Total                         | 136 | 46 |      |      |      |      |      |                                                                                      |  |  |